# Baroniella
Baroniella là chi thực vật có hoa trong họ Apocynaceae.

## Phân bố
Chi này bao gồm các dạng dây quấn dạng cây bụi thấp, đặc hữu Đông Madagascar, trong rừng duyên hải, ở cao độ tới 1.700 m.

## Các loài
Danh sách loài dưới đây lấy theo IPNI và Plants of the World Online.
- Baroniella acuminata (Choux) Bullock, 1955
- Baroniella camptocarpoides Costantin & Gallaud, 1907
- Baroniella capillacea Klack., 1997
- Baroniella collaris Klack., 2002
- Baroniella effusa Klack., 2019[4]
- Baroniella ensifolia Klack., 1997
- Baroniella linearifolia Klack., 2007
- Baroniella linearis (Choux) Bullock, 1955
- Baroniella longicornis Klack., 1997
- Baroniella multiflora (Choux) Bullock, 1955